# Ллано (річка)
 Ллано (англ. Llano River ) - річка в центральній частині штату Техас ( США ), правий приплив річки Колорадо . Загальна довжина річки становить приблизно 160 км .

## Географія

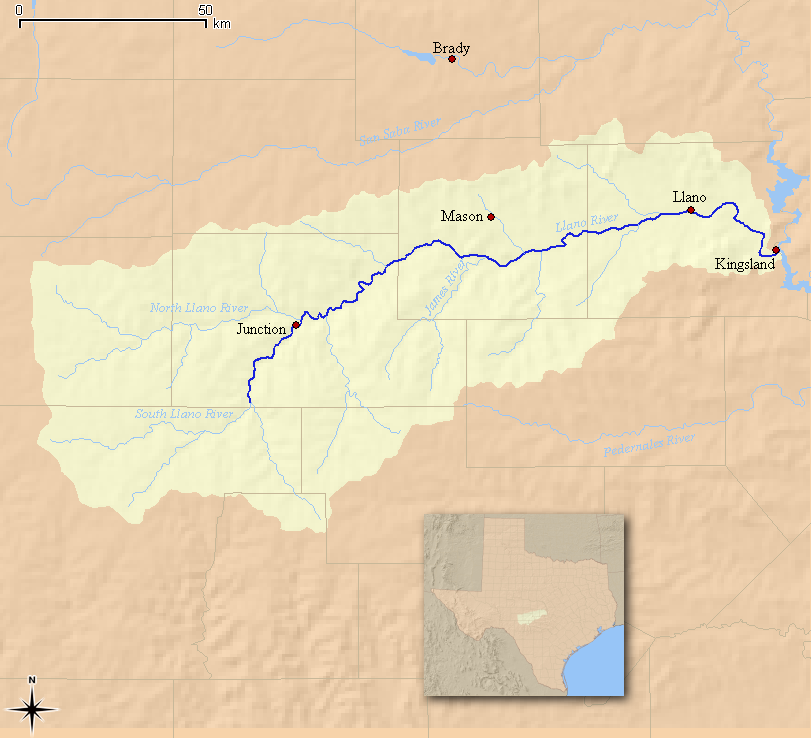
Басейн річки Ллано

Річка Ллано утворюється на плато Едуардс при злитті річок Норт-Ллано та Саут-Ллано біля міста Джанкшен (округ Кімбл ) .
Координати початку річки Норт-Ллано — 30°37′29″ пн. ш. 100°26′17″ зх. д. / 30.62472° пн. ш. 100.43806° зх. д. 30°37′29″ пн. ш. 100°26′17″ зх. д. / 30.62472° пн. ш. 100.43806° зх. д. 30°37′29″ пн. ш. 100°26′17″ зх. д. / 30.62472° пн. ш. 100.43806° зх. д. , її довжина - близько 64 км . Виток річки Норт-Ллано знаходиться в центральній частині округу Саттон, вона протікає по округах Саттон і Кімбл .
Координати витоку річки Саут-Ллано - 30°13′07″ пн. ш. 100°29′00″ зх. д. / 30.21861° пн. ш. 100.48333° зх. д. 30°13′07″ пн. ш. 100°29′00″ зх. д. / 30.21861° пн. ш. 100.48333° зх. д. 30°13′07″ пн. ш. 100°29′00″ зх. д. / 30.21861° пн. ш. 100.48333° зх. д. , її довжина - близько 88 км . Виток річки Саут-Ллано знаходиться в окрузі Едуардс, вона протікає округами Едуардс і Кімбл . Перед місцем злиття з Норт-Ллано на Саут-Ллано споруджено ставок Джанкшен .
Приблизно за одну милю на схід від міста Джанкшен річку Ллано перетинає міжштатна автомагістраль .</img> I-10 . Після цього річка тече на північний схід, а потім на схід, перетинаючи шосе</img> US 87 , що з'єднує міста Фредеріксберг і Мейсон . Після цього вона протікає через місто Ллано (центр однойменного округу ), в якому вона перетинає</img> шоссе 16 штата Техас  . Продовжуючи у східному напрямку, річка Ллано деякий час тече вздовж</img> шоссе 29 штата Техас , а потім повертає на південний схід і, нарешті, впадає в річку Колорадо біля Кингсленда, між водохранилищем Бьюкенен  і водохранилищем Линдона Джонсона . На своєму шляху від Джанкшена до Кінгсленду річка Ллано протікає по техаських округах Кімбл, Мейсон і Ллано .
Площа басейну річки Ллано складає 11 568 км²  (за іншими даними, 11 533 км² ). Права притока - річка Джеймс, яка впадає в Ллано приблизно в 10 км на південь від міста Мейсон .

## Рибна ловля
Річка Ллано є одним з популярних місць для риболовлі в Техасі. У ній водяться гуадалупский окунь (  treculii ), великоротий окунь ( Micropterus salmoides ), техасская цихлида Herichthys cyanoguttatus ), а також різні види центрархових, сомоподібних, панцирникових і коропових .

## Фотогалерея

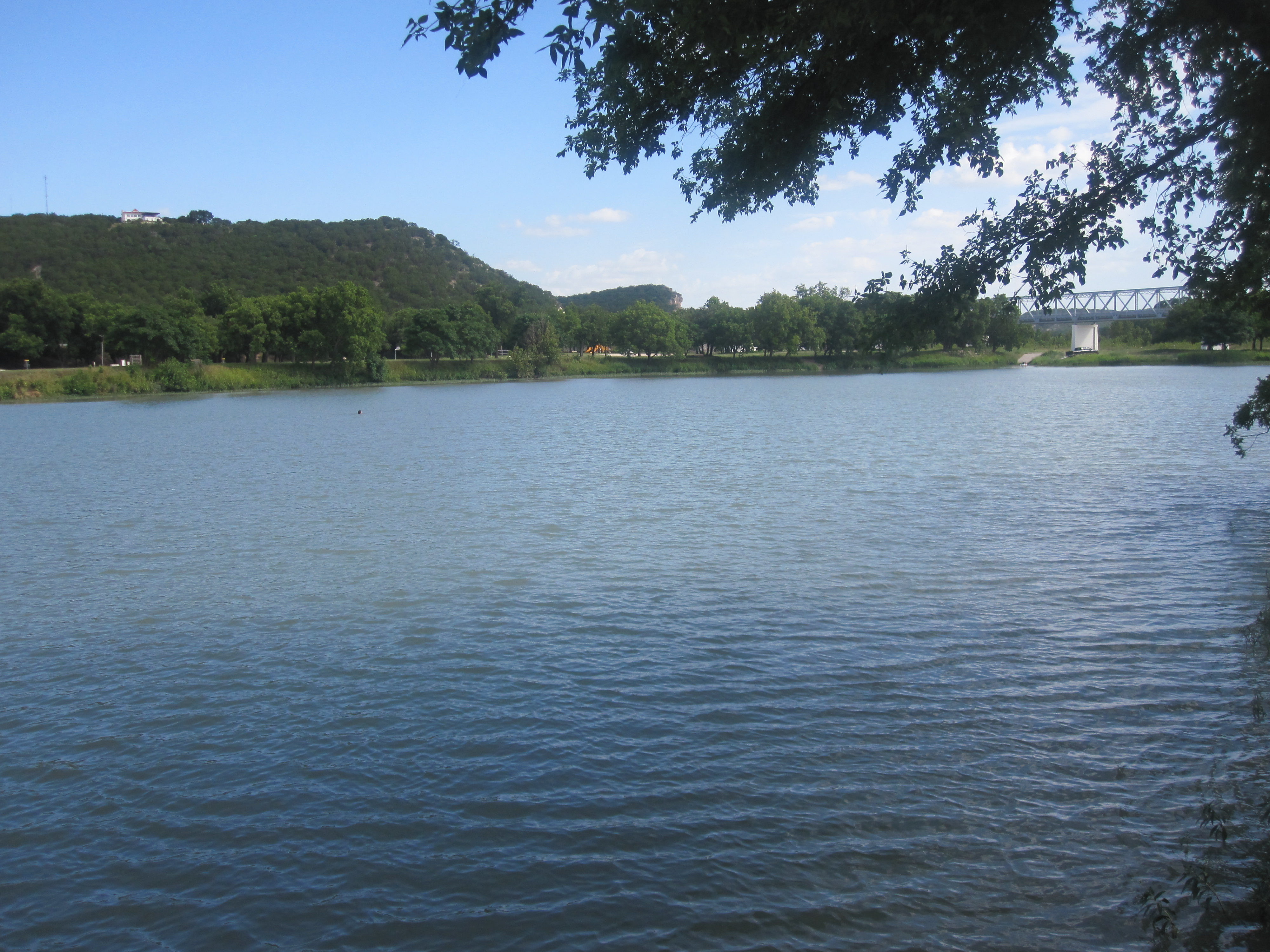
Озеро Джанкшен - Саут-Ллано при злитті з Норт-Ллано
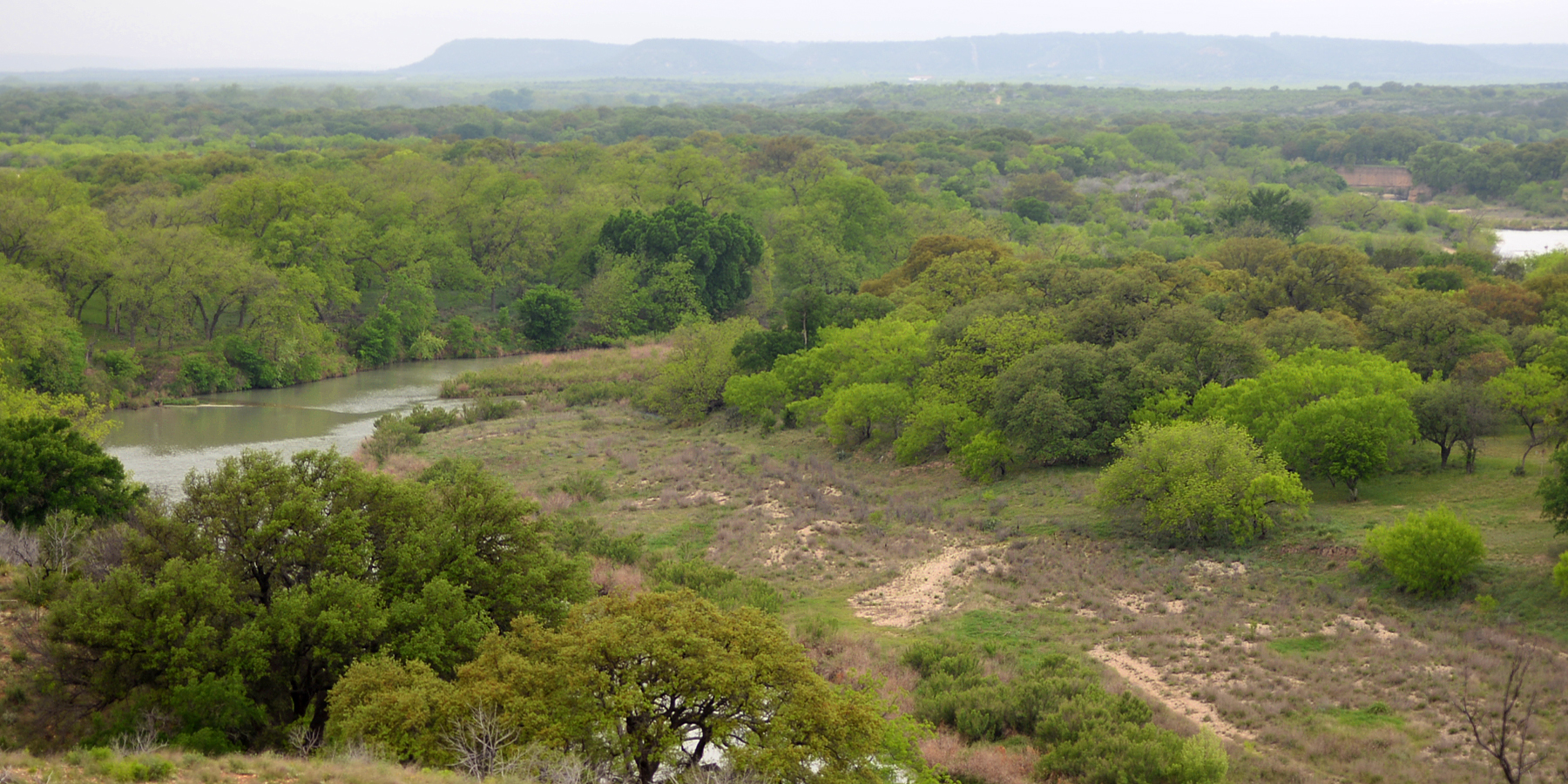
Річка Ллано в окрузі Кімбл
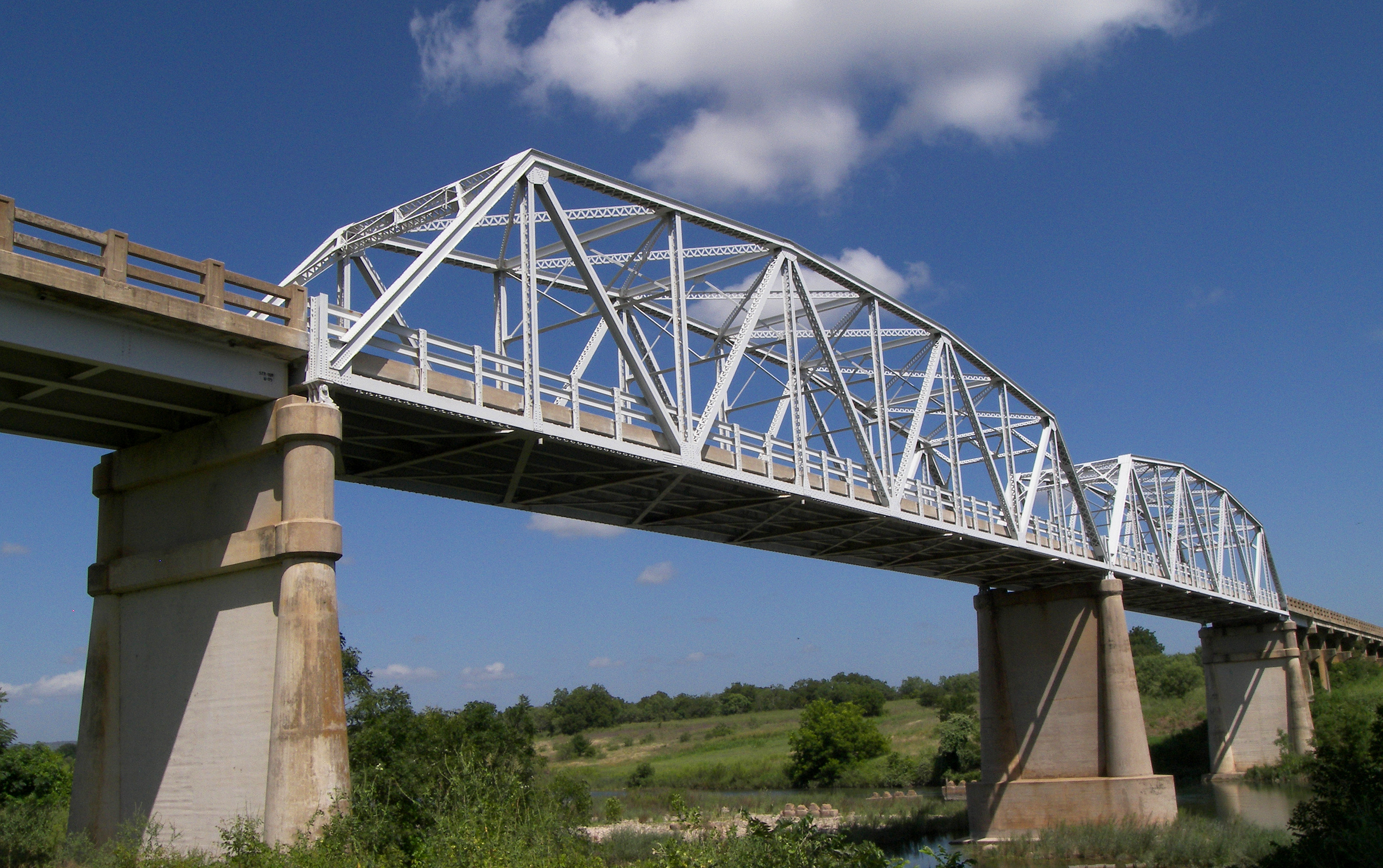
Міст, яким шосе US 87 перетинає річку Ллано
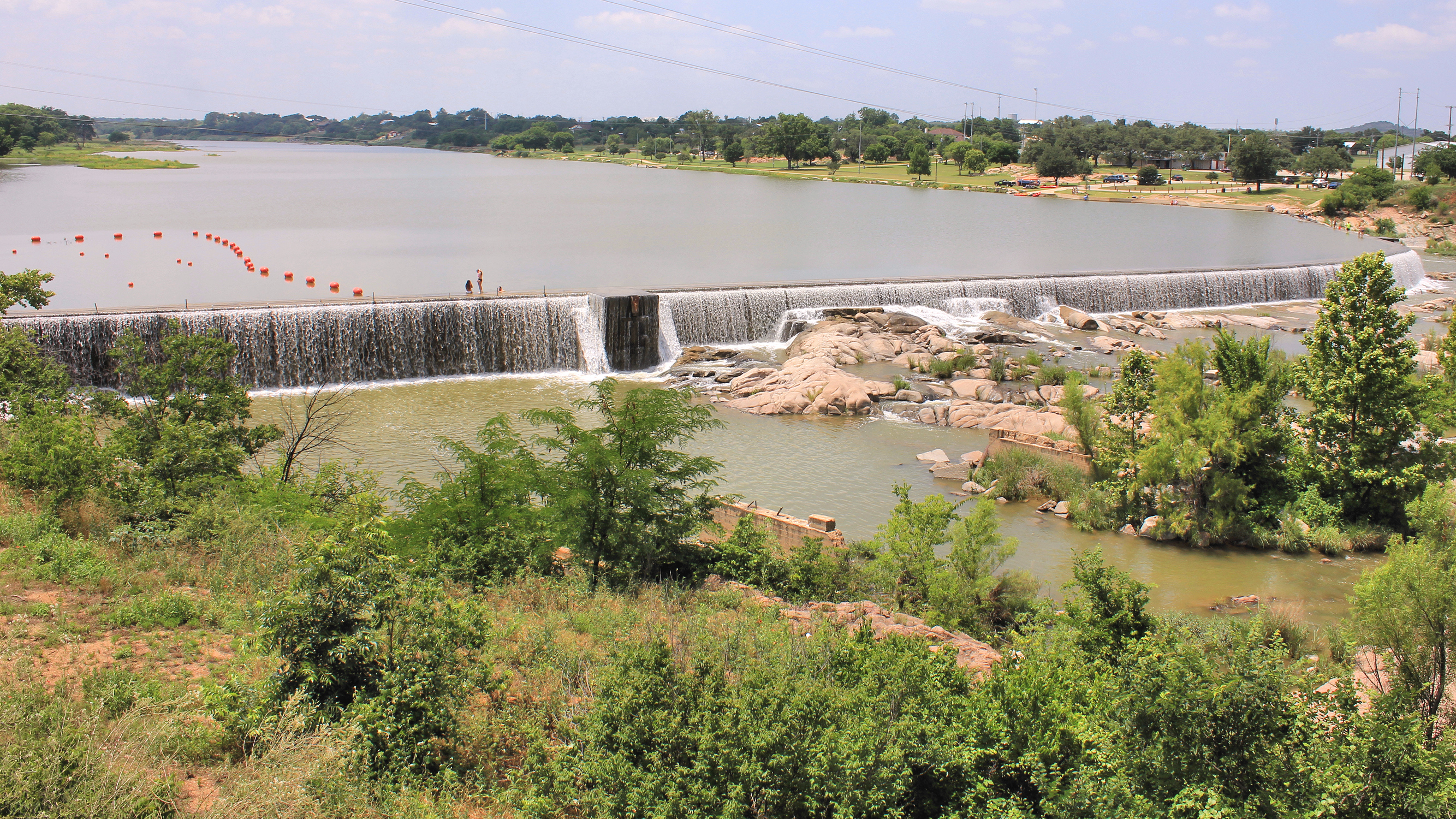
Гребля в місті Ллано